# Контула, Анна
Анна Лииза Контула (фин. Anna Liisa Kontula; род. 30 марта 1977, Пори, Турку-Пори) — финский политик и социолог. Депутат парламента Финляндии трёх созывов (с 2011), депутат городского совета Тампере (2004—2017).

## Биография
Родилась 30 марта 1977 году в Пори, Сатакунта, Финляндия, в 2002 году сдала диссертацию «О студенческих движениях 1970-х годов». Закончив несколько исследовательских проектов связанных с проституцией в Финляндии, её статья была опубликована Университетом в Тампере, и работе по оценке криминализации проституции и насилия в отношении женщин. Работает в области оценивающих трудовые ограничения, культурные ценности, в том числе влияние расизма не только на то, где люди могут работать, но и на то, где они могу жить. Занимала должность заместителя председателя Ассоциации секс-индустрии во время учёбы в университете участвовала во многих организациях, занимающихся разной социальной активностью.
В 2004 году Контула была избрана на муниципальных выборах в городской совет в Тампере. В 2008 году избиралась на второй срок, с 2008—2012 годах заняла второе место по количеству голосов в партии «Левый союз».
В 2011 году от 7-го избирательного округа Пирканмаа партии «Левый союз» Контула была избрана депутатом финского парламента. Член Комитета по занятости населения, ранее входившего в состав Комитета по конституционному праву. В 2015 и 2019 годах переизбиралась в парламент.
13 января 2020 года, на границе Израиля с сектором Газа, депутат была задержана израильской полицией, когда с активистами пыталась устроить демонстрацию с целью обратить внимание общественности на торговлю оружием между Финляндией и израильскими компаниями.